# Chiara Samugheo
Chiara Samugheo (née le 25 mars 1935 à Bari et morte le 13 janvier 2022 dans la même ville) est une photographe italienne.

## Biographie
Chiara Samugheo, de son vrai nom Chiara Paparella, souhaite, dès son plus jeune âge, composer de la musique. Alors que ses parents l’imaginent maîtresse d'école, elle part pour Milan en 1953, l'année de ses 18 ans. Elle commence à fréquenter le milieu intellectuel de l’époque : Enzo Biagi, Alberto Moravia, Pier Paolo Pasolini et Giorgio Strehler, qui lui suggèrent de participer à des cours d’art dramatique et de mime. À cette période elle rencontre Pasquale Prunas (it), le fondateur de la revue culturelle Sud et celui qui partage sa vie. Il est à l’origine de son nom d’artiste puisqu’il lui suggère de prendre celui d'une commune de Sardaigne, Samugheo. Il la dirige vers la rédaction d'une nouvelle revue, Le Ore, qui est orientée vers le photo-journalisme international, dans l’esprit de Paris Match.
Elle tente dans un premier temps d’être journaliste de faits divers mais, après sa rencontre avec l’un des plus importants photographe de ces années, Federico Patellani, elle décide de travailler pour lui. Ses premiers travaux photographiques sont des reportages sur des phénomènes magico-religieux de l’Italie du Sud, comme les tarantati, et sur des problèmes de la société italienne, elle photographie les bidonvilles napolitains et les gitans en prison.
Par la suite, elle réalise des œuvres photographiques pour les plus grands périodiques internationaux, les couvertures d'importantes revues et publie plusieurs livres. Elle photographie, à partir de la fin des années 1950, les plus grandes stars internationales (comme Liz Taylor, Shirley MacLaine, Monica Vitti, Sophia Loren, Claudia Cardinale et Gina Lollobrigida),. L'époque de la « dolce vita » fait le succès d'un nouveau type de photo-journalisme et de revues où le star-système représente un signe de progrès. Les couvertures et reportages doivent présenter la figure de la « diva », la femme au cinéma, comme objet de désir. Les photographies de Chiara Samugheo partent de ce contexte, mais visent à redonner au corps-objet des divas une véritable féminité et personnalité, quelque chose d'intime, par opposition à l'environnement éphémère construit autour de leurs corps, contribuant ainsi à la mythologie du cinéma italien.
À son actif, elle compte plus de 165 000 clichés. Les imposantes archives photographiques de Chiara Samugheo sont conservées au Centre des études et Archives de la Communication (CSAC) de l'université de Parme,.
La réputation de Chiara Samugheo grandit à travers son travail à Hollywood (elle est notamment l’invité du producteur Joe Pasternak), en Espagne, en Russie, au Japon.
Après avoir vécu plusieurs années à Rome, elle s’installe à Nice où elle travaille dans son atelier rue Droite, la rue des artistes. Elle est citoyenne d'honneur en France et a reçu le titre de Cavaliere della Repubblica Italiana le 2 juin 2003.

## Expositions
- Galerie d’art moderne de Bologne
- Galerie municipale de Cagliari
- Biennale de Venise
- Festival d’Avignon
- Galerie de photos de Bari
- Festival de Cannes
- Guggenheim de New York
- CIFE de New York
- Musée d’art moderne de San Paolo del Brasile
- Festival de télévision de Monte-Carlo
- Cinecittà
- Cankarijef de Ljubljana
- Palais de l’Europe de Menton

## Prix et récompenses
- Oscar dei due mondi
- Prix Minerva
- Prix international Venere d'argento
- Prix de la Ferrania
- Prix fotocine club de Mantoue
- Prix stampa de Sanremo
- Prix international de la culture de la Piazza Navona
- Prix du concours journalistique internationale
- Prix international de la danse à Bento
- Médaille d'or de Cinecittà

## Livres de photographies
- Costumi di Sardegna
- Sardegna nel Sinis
- La stoffa azzurra
- Stelle di carta
- O dolce mio
- Lucca e la Lucchesia
- Vanità sarda
- Vicenza e Palladio
- Sardegna, quasi un continente
- I Nebrodi
- Bacco in Sardegna
- Natura magica della Sardegna
- Le corti del verde
- Al cinema con le stelle
- Il reale e l'effimero
- Cento dive
- Cento anni di cinema
- Carnaval de Rio